# Christian Gundlach
Christian Gundlach (* 26. Juni 1970) ist ein deutscher Komponist, Übersetzer, Librettist und Regisseur.

## Leben
Als Autor und Komponist hat er Wolfgang Hohlbeins Fantasy-Bestseller Märchenmond und Peter S. Beagles Das letzte Einhorn auf die Bühne gebracht. Im Juli 2017 kam seine Musicalfassung von Ralf Königs Der bewegte Mann im Thalia Theater in Hamburg zur Uraufführung. Darüber hinaus hat er als Textdichter und Buchautor u. a. mit Martin Lingnau und Edith Jeske (Das Orangenmädchen), sowie Rainer Bielfeldt (Schneewittchen) zusammengearbeitet.
Für die Band Santiano hat Gundlach das Dialogbuch zu ihrem Familienmusicalprojekt König der Piraten nach der Vorlage von Lukas Hainer beigesteuert und die Hörspielregie geführt. Außerdem zeichnet er als Synchronbuchautor und -regisseur für die deutschen Fassungen diverser Fernsehserien verantwortlich, so zum Beispiel für Room 104 von Mark und Jay Duplass, Denis Learys Sex&Drugs&Rock&Roll oder die in 173 Ländern ausgestrahlte Miniserie The Long Road Home.
Gundlach übersetzte diverse Musicals des Oscar-Preisträgers Stephen Schwartz ins Deutsche, so zum Beispiel Godspell, Children of Eden und The Baker’s Wife. Ebenso übersetzte er A New Brain und The 25. Annual Putnam County Spelling Bee des Tony-Award-Preisträgers William Finn.
Christian Gundlach arbeitete bis zum Ende der Spielzeit 2011/2012 am TfN – Theater für Niedersachsen. Hier gründete und leitete er als Direktor die erste Repertoire-MusicalCompany im deutschen Raum.
Gundlach ist mit der amerikanischen Regisseurin Julia Ann Gundlach verheiratet. Die beiden haben drei Töchter.